# Aynard Guigues de Moreton de Chabrillan
Pour les autres membres de la famille, voir Famille Guigues de Moreton de Chabrillan.
Leonor Alfred Aynard Fortuné Guigues de Moreton, comte de Chabrillan, (Cannes, 16 janvier 1869 - Paris, 8 janvier 1950), 10e marquis de Chabrillan, a revendiqué le trône princier de Monaco sur lequel il a estimé pouvoir détenir des droits en 1949. 

## Éléments biographiques
Fils de Hippolyte Camille Fortuné Guigues de Moreton, comte de Chabrillan, et d'Anne Françoise, princesse de Croÿ, il nait à Cannes (Alpes-Maritimes) le 16 janvier 1869 et décède dans le 8e arrondissement de Paris (Seine, à présent département de Paris) le 8 janvier 1950.
Il est l'arrière petit-fils de René Louis Victor de La Tour du Pin, député, et de son épouse la princesse Honorine de Monaco. Il descend également du financier Antoine Crozat.

### Mariage et descendance
Il épouse civilement dans le 8e arrondissement de Paris le 17 octobre 1893, et religieusement en l'église de la Madeleine (8e arrondissement de Paris) le 18 octobre 1893, Clémentine Félicité Ghislaine Marie de Lévis-Mirepoix (1874-1948), fille d'Adrien de Lévis-Mirepoix et d'Isabelle de Beauffort, avec laquelle il aura trois enfants :
- Anne Marie Fortunée Ghislaine Guigues de Moreton de Chabrillan (1894-1983), mariée en 1919 avec Armand Jean Marie Fernand Nompar, comte de Caumont-la Force (1881-1950)[2],[3],

- Fortuné Ghislain Guillaume Marie Robert Guigues de Moreton de Chabrillan (1896-1925)[4],

- Fortunée Ghislaine Isabelle Juliette Marie Pauline Guigues de Moreton de Chabrillan (1897-1938), mariée en 1922 avec Emmanuel Victurnien Henri de Rochechouart de Mortemart[5].

L’hôtel de Chabrillan, sis 8, rue Christophe-Colomb à Paris, fut connu pour les fêtes que son épouse Félicité y organisait.

## Revendication
Il revendique le trône princier de Monaco en 1925, à la suite de l'adoption officielle en 1919 de Charlotte Grimaldi (devenue princesse Charlotte de Monaco) puis à nouveau en 1949 au décès du prince souverain Louis II de Monaco, son cousin.
C'est la renonciation de « Mindaugas II de Lituanie » de ses droits monégasques, en 1925, en sa faveur (si tant est qu'elle fût valable pour ses propres descendants[réf. nécessaire]) qui auraient fait de lui l’héritier de la Principauté par son arrière-grand-mère la princesse Honorine de Monaco (1784-1879), elle-même petite-fille du prince souverain Honoré III de Monaco (1720-1795).
Il faisait valoir qu’une adoption (même doublée d'une filiation naturelle) ne pouvait produire aucun effet en droit successoral dynastique. Cependant, le prince Albert Ier de Monaco, sur le conseil du parlement monégasque et avec l'accord des autorités françaises (dans le cadre du protectorat), était libre de modifier officiellement, et valablement, les règles de succession au trône monégasque (y inscrivant le droit de succession par adoption), comme son arrière-petit-fils Rainier III le fera par la suite lui aussi, et considérer de ce fait toute revendication, même officielle, d'un membre éloigné de la famille Grimaldi, comme non valable.

## Succession des prétendants au trône de Monaco
Le traité de Paris du 17 juillet 1918 signé entre la France et Monaco interdisant en pratique à un prince allemand de monter sur le trône de Monaco et le changement de loi successorale ouvrant la succession à la princesse Charlotte de Monaco et à sa descendance, ce que refusèrent les Urach, ces derniers optèrent pour la renonciation, mais en faveur des Moreton de Chabrillan.
- Guillaume de Wurtemberg, duc d'Urach (1864-1928) et roi Mindaugas II de Lituanie. Il renonce le 4 octobre 1924 à ses droits au trône princier de Monaco pour lui-même et ses enfants mineurs et postérité à naître en faveur d’Aynard Guigues de Moreton de Chabrillan[7].

Sa famille :
- Wilhelm (1897-1957), fils du précédent, renonce à ses droits au titre de duc d'Urach. Il renonce aussi à ses droits sur Monaco le 19 août 1924[8].
- Karl Gero (1899-1981), duc d'Urach, frère cadet du précédent ; en 1940 il épousa Gabrielle von Walburg (1910-). Il renonce  à ses droits sur Monaco le 19 août 1924[9].
- Karl (1865-1925), frère de Guillaume (1864-1928).  Il renonce le 27 septembre 1924 à ses droits au trône princier de Monaco  en faveur d’Aynard Guigues de Moreton de Chabrillan[7]. Sans alliance.
- Les filles de Guillaume ont également renoncé (renonciations renouvelées à leur majorité, s'agissant de ces derniers)[10].
- Les descendants mineurs renonceront individuellement à leurs droits à leur majorité[10].

Reste à prouver que le roi Mindaugas II et sa famille ont bien renoncé dans les règles à leurs droits hypothétiques (lesquels n'existaient plus, le changement des règles de succession ayant été entériné sous Albert Ier par le parlement monégasque).
Philippe du Puy de Clinchamps (1913-1971) a résumé ainsi la situation en 1965 : « La France, pour écarter un prince allemand de Monaco (les Urach sont une branche morganatique des Wurtemberg), joua le jeu que nous avons dit. Mais ces Urach ayant déjà renoncé à leurs prétentions en faveur des Moreton de Chabrillan, rien ne pouvait exclure ceux-ci du trône que le bon plaisir qui l‘emporta cette fois encore sur le droit. Il est vrai que le fait crée ce dernier. Et le fait, aujourd‘hui est que la postérité d’une bâtarde règne sur Monaco. Règne non point par droit héréditaire mais comme une nouvelle dynastie ».